# Ibrahim ibn al-Mudàbbir
Abu-Ishaq Ibrahim ibn Muhàmmad ibn Abd-Al·lah ibn al-Mudàbbir, més conegut com a Abu-Ishaq Ibrahim ibn al-Mudàbbir fou un alt funcionari abbàssida. A l'ombra del seu germà Abu-l-Hàssan Àhmad ibn al-Mudàbbir, tenia de la confiança del califa al-Mutawàkkil (847-861) però fou arrossegat per Ahmad en la seva caiguda el 854 per orde del visir Ubayd-Al·lah ibn Khàqan, i fou empresonat. Alliberat un temps després fou enviat com a recaptador al Khuzestan i allí va entrar en contacte amb els rebels zandj (rebels del 868 al 883) i fou detingut i enviat a Bàssora; es va escapar de presó i fou perdonat. Al servei del califa al-Mútamid (870-892) el va acompanyar a Síria (882) i per un temps molt curt fou el seu visir. Va morir en data desconeguda. Va escriure un tractat sobre administració.